# James Franck
James Franck (Hamburg, Njemačka, 26. kolovoza 1882. – Göttingen, Donja Saska, Njemačka, 21. svibnja 1964.), američki fizičar njemačkog podrijetla. Doktorirao je (1906.) na Sveučilištu u Berlinu gdje je i bio zaposlen (od 1906. do 1918.). Radio je na Sveučilištu u Göttingenu (od 1920. do 1933.). Godine 1934. emigrirao je iz Njemačke u SAD, gdje je postao profesor fizike u Baltimoreu(od 1935. do 1938.) te profesor fizikalne kemije u Chicagu (od 1938. do 1964.). Bavio se istraživanjima u području atomske i molekularne fizike i fotokemije. Njegov je najpoznatiji rad (izveden u suradnji s G. L. Hertzom, poslije nazvan Franck-Hertzov pokus) prvi dokaz pretpostavke N. Bohra o stacionarnim (kvantnim) stanjima atoma. Za taj rad dobio je s Hertzom 1925. Nobelovu nagradu za fiziku. Osim toga, prvi je formulirao takozvano Franck-Condonovo načelo, koji kvantnomehanički određuje jakost (intenzitet) linija u vrpčastome spektru molekula. Za Drugog svjetskog rata sudjelovao je u Projektu Manhattan. Po njem je nazvan krater na Mjesecu (Franck (krater)).

## Franck-Hertzov pokus
Franck-Hertzov pokus je pokus kojim je s pomoću električnoga mjerenja potvrđena kvantna priroda atoma, to jest potvrđena je pretpostavka o postojanju stacionarnih stanja i diskretnih energijskih razina u atomima. Izveli su ga 1914. u Berlinu J. Franck i G. L. Hertz. Tijekom pokusa mjerena je jakost istosmjerne električne struje kroz elektronsku cijev s razrijeđenim živinim parama. Pri postupnom povećanju električnoga napona uočen je niz porasta i padova jakosti električne struje i emisija svjetlosti pri padu električne struje. Prema objašnjenju pokusa jakost električne struje povećava se razmjerno (proporcionalno) električnom naponu kad se elektroni elastično odbijaju od atoma žive, a pad jakosti električne struje i emisija svjetlosti opažaju se kad se elektroni neelastično sudaraju sa živinim atomima. Neelastičnim sudarom elektroni svoju kinetičku energiju prenose na atome živinih para koji se zbog dobivene energije uzbude (njihovi elektroni preskoče iz orbitale manje energije u orbitalu veće energije) i pri povratku emitiraju svjetlost. Elektroni nakon neelastičnog sudara (sraza) ostaju bez energije, sporo se gibaju i ne stižu do anode, što se očituje kao slabljenje jakosti električne struje. Skokovi jakosti električne struje pojavljuju se za promjene napona svakih 4,9 V, što odgovara energiji svojstvene valne duljine živine svjetlosti od 253 nm koja u apsorpcijskome spektru para žive odgovara prijelazu iz osnovnoga stanja atoma na razinu iznad osnovnoga stanja: 
{\displaystyle h\cdot \nu =e\cdot U}
gdje je: h - Planckova konstanta, ν - frekvencija svjetlosti (ν = c/λ), e - elementarni električni naboj, to jest električni naboj elektrona, U - električni napon, c - brzina svjetlosti i λ - valna duljina svjetlosti.

### Objašnjenje
Iste godine 1913. kad je N. Bohr postavio osnovna načela kvantne teorije, ispitivali su J. Franck i G. L. Hertz srazove elektrona s atomima živinih para. Oni su upotrijebili kao katodu užarenu volframovu nit. Anoda je bila žičana mreža, kroz koju su prolazili elektroni i padali na ploču, od koje je vodila električna struja preko osjetljivog galvanometra. Elektroni koji su se isparivali iz niti bili su ubrzani električnim naponom i bacani na atome. Franck i Hertz mogli su električni napon po volji jačati tako da su proizvodili zrake elektrona sve veće brzine. Dok su brzine elektrona male, elektroni se odbijaju od atoma, kao od krute stijene. Oni ne mogu prenijeti svoje energije na mnogo teže atome plina (žive). Pokusom se opaža da električna struja razmjerno (proporcionalno) raste kako se povećava električni napon. No najedanput kod određenog električnog napona struja postigne maksimum i, kad se električni napon dalje povećava, električna struja naglo oslabi. Elektroni se dakle zaustavljaju, predavajući atomima svoju kinetičku energiju. Ta njihova energija sada je upravo dovoljna da atomi prijeđu iz stabilnog stanja s energijom E1 u prvo pobuđeno stanje s energijom E2. Franck i Hertz su pokusima pokazali, da postoji čitav niz određenih električnih napona, kod kojih nastupa takav neelestični sraz između elektrona i atoma. Umnožak e∙U znači energiju koju ima elektron kad prođe električni napon U i te diskontinuirane vrijednosti e∙U1, e∙U2, e∙U3, …, pokazuju direktno "ljestvicu" energije atoma. 
Franck-Hertzov pokus omogućuje također da se pokusom dokaže drugi Bohrov postulat. Pri neelastičnim srazovima bivaju atomi potaknuti na emisiju svjetlosti. Odašiljući kvante svjetlosti (fotone), atomi se vraćaju u stabilna stanja. Prema Bohrovu postulatu, moraju se energije kvanata svjetlosti podudarati s kritičnim veličinama električnog napona. Iz jednadžbe:
{\displaystyle h\cdot \nu =e\cdot U}
slijedi uvrštenjem brojčanih vrijednosti u jednadžbu:
{\displaystyle U({\mbox{volt}})\cdot \lambda ({\mbox{nanometar}})=1\,240}
Ovu teoretsku jednadžbu usporedit ćemo s pokusima na živinim parama. Franck i Hertz su našli da prvi rezonantni udarac nastupa kod električnog napona od 4,9 V. Pri tom naponu pojavljuje se živina spektralna linija s valnom duljinom od 253,7 nm. Kako se vidi umnožak 4,9 ∙ 253,7 = 1 240 slaže se s prethodnom jednadžbom.
Udarcem elektrona može atom prijeći na neki viši energetski nivo. Tad ne mora atom odmah pasti u stabilno stanje. On može prijeći u bilo koji niži energetski nivo. Zbog toga se pojavljuje u emitiranoj svjetlosti ne samo frekvencija koja odgovara padu u stabilno stanje, nego i manje frekvencije koje odgovaraju skokovima između bližih energija. Usporedba Franck-Hertzov pokusa sa spektralnom analizom značila je punu pobjedu Bohrovih postulata. Time je neposredno dokazano da se spektralni termi podudaraju s diskontinuiranim energijama atoma.